# Aus der unmittelbaren Unwirklichkeit
Aus der unmittelbaren Unwirklichkeit (rumän. Întâmplari în irealitatea imediată, wörtlich Vorkommnisse aus der unmittelbaren Unwirklichkeit) ist ein 1936 erschienener Roman des rumänischen Autors M. Blecher.

## Publikationsgeschichte
Der Roman erschien im rumänischen Original 1936 in der Editura Vremea in Bukarest und war nach der Veröffentlichung der Lyriksammlung Corp transparent der erste Prosaband Blechers. Das Buch war nach Erscheinen schnell vergriffen und wurde erst 1970, während einer kurzen kulturpolitischen Tauwetterphase in Rumänen, wieder aufgelegt. Bereits 1972 erschien eine französische Übersetzung (Aventures dans l'irréalité immédiate), die 1989 eine zweite Auflage erlebte. Die 1990 von Ernest Wichner besorgte deutsche Übersetzung erschien in der Edition Plasma, ihre Reichweite war daher begrenzt. 2003 wurde die revidierte Ausgabe bei Suhrkamp veröffentlicht, die mit einem Nachwort von Herta Müller versehen war.
Des Weiteren wurde der Roman ins Spanische (Acontecimientos de la Irrealidad Inmediata, 2007) und Englische (Adventures in Immediate Unreality, 2008; Occurrence in the Immediate Unreality, 2009) übersetzt.

## Inhalt
Der namenlose Ich-Erzähler, der in einer ebenfalls namenlosen Kleinstadt lebt, scheint einem ständigen Wahrnehmungsexzess ausgesetzt zu sein: Äußere Geschehnisse scheinen stets auf extreme Art und Weise innere Prozesse auszulösen. Ein Schlüsselwort des Romans ist das Wort Krise. Mit der Beschreibung der Krisen seiner Kindheit und Jugend legt der Ich-Erzähler nachgerade Geständnisse über diese inneren Vorgänge ab. Sein Versuch, sich durch seine Reflexionen eine eigene Welt zu schaffen, schlägt allerdings fehl:
„Eines war nun gewiß: die Welt hatte eine ihr eigene allgemeine Gestalt, in deren Mitte ich als Abweichung gefallen war, (...) Alle Gegenstände, alle Menschen waren in ihre traurige und kleine Verpflichtung eingesperrt, genau bestimmt zu sein, nichts anderes als genau bestimmt. Umsonst vermochte ich zu glauben, daß sich Dahlien in einer Vase befinden, wenn an jener Stelle eine Schleife lag. Die Welt hatte nicht die Kraft, sich auch nur ein wenig zu verändern, sie war derart erbärmlich in ihre Exaktheit eingesperrt, (...)“ (S. 127–128)

## Kritik
Nachdem zuletzt im Suhrkamp Verlag ab 2003 eine Neuausgabe in drei Auflagen erschienen ist, erfuhr der Roman auch im deutschsprachigen Feuilleton große Beachtung. Herta Müller, die für die Neuausgabe ein Nachwort beisteuerte, bezeichnet den Roman als Meisterwerk, lobt dessen literarische Intensität und beklagt daher die zuvor ausgebliebene Resonanz. Blechers Stil interpretiert sie als eine „Erotik der Wahrnehmung“.

## Ausgaben (Deutsche Übersetzungen)
- Aus der unmittelbaren Unwirklichkeit. Übersetzt von Ernest Wichner. Berlin: Edition Plasma 1990. 142 Seiten. ISBN 3-926867-04-3.
- Aus der unmittelbaren Unwirklichkeit. Übersetzt von Ernest Wichner, mit einem Nachwort von Herta Müller. Frankfurt am Main: Suhrkamp 2003. 153 Seiten. ISBN 3-518-22367-4.